# Tricoma bacescui
Tricoma bacescui is een rondwormensoort uit de familie van de Desmoscolecidae. De wetenschappelijke naam van de soort is voor het eerst geldig gepubliceerd in 1963 door Paladian & Andriescu.